# The Letter Room
The Letter Room é um curta-metragem americano de comédia dramática de 2020 dirigido por Elvira Lind. Em novembro de 2020, estreou no HollyShorts Film Festival. Também foi indicado para Melhor Curta-Metragem no Tribeca Film Festival e no Palm Springs International ShortFest.
The Letter Room foi produzido por Sofia Sondervan e produtor executivo de Oscar Isaac, Elvira Lind, Jason Spire, Ryan Chanatry e Gena Konstantinakos.

## Enredo
Quando um policial de bom coração é transferido para a sala de correspondência, ele logo se envolve nos assuntos pessoais de um preso.

## Elenco
- Oscar Isaac como Richard
- Alia Shawkat como Rosita
- Brian Petsos como Cris
- Tony Gillan como Don
- Michael Hernandez
- Eileen Galindo como Irene
- John Douglas Thompson como Jackson
- Kenneth Heaton como Ray
- Larry Smith como Cantor Happy Birthday
- Guillermo Estrada como Personalidade da TV
- William Merrell como Interno

## Prêmios
Desde o seu lançamento, o filme foi selecionado em vários festivais nos Estados Unidos. Em fevereiro de 2021, ele fez parte da lista de curtas de ação ao vivo para o 93º Oscar e, em março de 2021, foi indicado ao prêmio de melhor curta-metragem em live action.
| Ano  | Cerimônia                            | Prêmio / Categoria           | Status   |
| ---- | ------------------------------------ | ---------------------------- | -------- |
| 2020 | HollyShorts Film Festival            | Seleção Oficial              | Indicado |
| 2020 | Tribeca Film Festival                | Melhor Curta-Metragem        | Indicado |
| 2020 | Palm Springs International ShortFest | Melhor Curta-Metragem        | Indicado |
| 2021 | 93º Prêmio da Academia               | Melhor curta de ação ao vivo | Indicado |